# Patersonia rudis
Patersonia rudis är en irisväxtart som beskrevs av Stephan Ladislaus Endlicher. Patersonia rudis ingår i släktet Patersonia och familjen irisväxter.

## Underarter
Arten delas in i följande underarter:
- P. r. rudis
- P. r. velutina